# جيمس باول (كاتب)
جيمس باول هو كاتب كندي، ولد في 1932.